# Flip chip

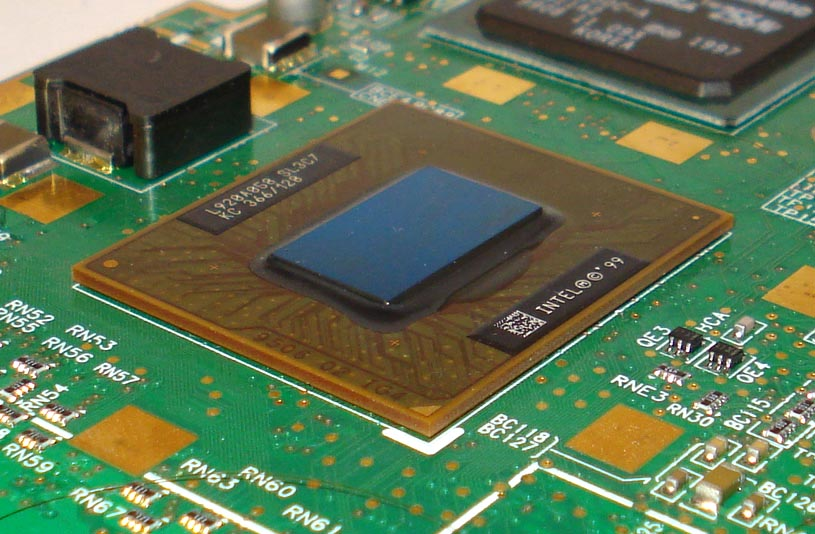
Intel Mobile Celeron з фліп-чипом BGA пакет (FCBGA-479); кремнієва матриця виглядає темно-синьою

Flip chip (Монтаж методом перевернутого чипа) - це метод корпусування інтегральних схем, при якому кристал мікросхеми встановлюється на виводи, виконані безпосередньо на його контактних майданчиках, які розташовані по всій поверхні кристала мікросхеми. Також відомий як з’єднання чипа з контрольованим згортанням або його абревіатура, C4, – це метод з’єднання кристалів, таких як напівпровідникові прилади, мікросхеми IC, інтегровані пасивні пристрої та мікроелектромеханічні системи (MEMS), до зовнішніх схем із виступами припою, які були нанесені на стружки. Методика була розроблена Департаментом легкої військової електроніки General Electric, Ютіка, Нью-Йорк. Нерівності припою осідають на чип-подушках на верхній стороні пластини під час останнього етапу обробки пластини. Щоб закріпити чип на зовнішній схемі (наприклад, друкована плата або інший чип або пластина), його перевертають так, щоб його верхня сторона була звернена донизу, і вирівнюють так, щоб його контактні майданчики вирівнювалися з відповідними майданчиками на зовнішній схемі, і потім припій заливається для завершення з’єднання. Це на відміну від з’єднання проводів, при якому мікросхема монтується вертикально, а тонкі дроти приварюються до контактів чипів та контактів каркаса для з’єднання чипів із зовнішніми схемами.

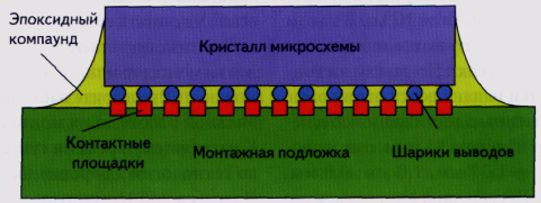
Монтаж кристала за технологією flip chip

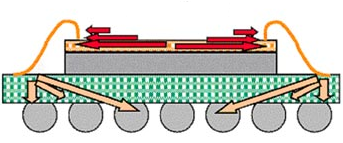
Монтаж кристала за технологією wire bonding

## Визначення
Бамп (bump) – контактний майданчик, винесений на поверхню кристала мікросхеми.
Осередок введення-виводу - елемент інтегральної схеми, що здійснює передачу вхідних (вихідних) сигналів до схеми та від неї.
Wire bonding - метод корпусування, при якому контактні майданчики, розташовані на периферії кристала мікросхеми, з'єднуються з виводами корпусу за допомогою дротяних провідників.

## Переваги технології flip chip над wire bonding
1. Більш рівномірний розподіл живлення по кристалу;
2. Найкраще відведення тепла від кристала;
3. Велика гнучкість у розміщенні осередків вводу-виводу по кристалу;
4. Менша довжина міжз'єднань, отже, більш компактні розміри, висока продуктивність устройств[4].

## Див.також
- Машина Pick and Place